# Real Girl
Real Girl är den brittiska sångerskan Mutya Buenas första soloalbum, utgivet den 4 juni 2007.

## Låtförteckning
1. Just A Little Bit - 3:17
2. Real Girl - 3:29
3. Song 4 Mutya (Out Of Control) - 3:30
4. Breakdown Motel - 4:20
5. Strung Out - 4:15
6. It's Not Easy - 4:32
7. Suffer For Love - 3:27
8. Not Your Baby - 3:29
9. Wonderful - 3:07
10. B Boy Baby - 3:53
11. This Is Not Real Love - 5:58
12. Paperbag - 4:18
13. My Song - 3:36